# 圣乔治德蒙斯
圣乔治德蒙斯（法語：Saint-Georges-de-Mons，法語發音：[sɛ̃ ʒɔʁʒ də mɔ̃s]）是法国多姆山省的一个市镇，属于里永区。

## 地理
圣乔治德蒙斯（45°56'22"N, 2°50'19"E）面积34.15 平方千米，位于法国奥弗涅-罗讷-阿尔卑斯大区多姆山省，该省份为法国中南部省份，北起阿列省接壤，东临卢瓦尔省，南至上盧瓦爾省和康塔爾省，西接科雷兹省和克勒兹省。
与圣乔治德蒙斯接壤的市镇（或旧市镇、城区）包括：莱桑西兹-孔普斯、沙普德博福尔、芒扎、克耶、索雷-贝塞尔沃、维特拉克。

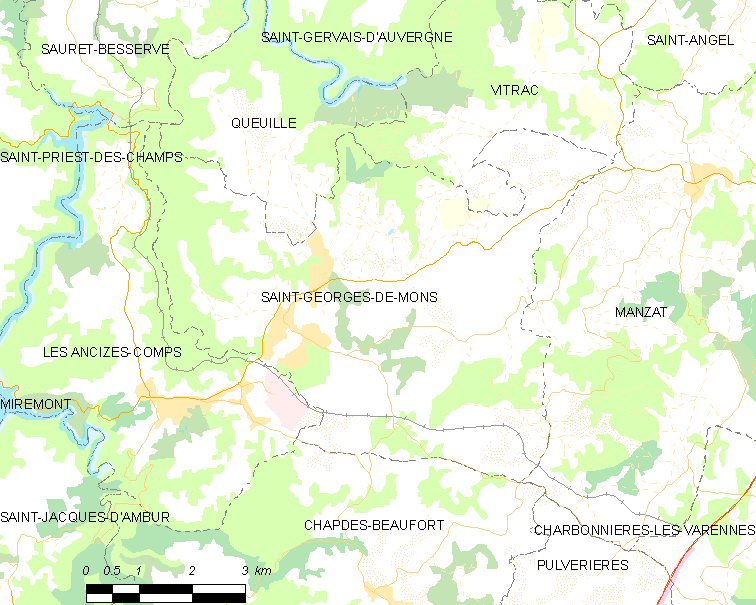
圣乔治德蒙斯的OSM定位图

圣乔治德蒙斯的时区为UTC+01:00、UTC+02:00（夏令时）。

## 行政
圣乔治德蒙斯的邮政编码为63780，INSEE市镇编码为63349。

## 政治
圣乔治德蒙斯所属的省级选区为圣乔治德蒙斯县。

## 人口

1962-2008年间圣乔治德蒙斯人口变化图示

圣乔治德蒙斯于2022年1月1日时的人口数量为2003人。